# Mistrzostwa Świata w Saneczkarstwie 1975
Mistrzostwa Świata w Saneczkarstwie 1975 – szesnastaedycja mistrzostw świata w saneczkarstwie, rozegrana w 1975 roku w szwedzkim Hammarstrand. W tym mieście mistrzostwa odbyły się już drugi raz (wcześniej w 1967). Rozegrane zostały trzy konkurencje: jedynki kobiet, jedynki mężczyzn oraz dwójki mężczyzn. W tabeli medalowej najlepsza była Niemiecka Republika Demokratyczna.

## Wyniki

### Jedynki kobiet
| Medal | Zawodniczka     | Państwo        | Czas | Strata |
| ----- | --------------- | -------------- | ---- | ------ |
|       | Margit Schumann | NRD            |      |        |
|       | Ute Rührold     | NRD            |      |        |
|       | Dana Spálenská  | Czechosłowacja |      |        |

### Jedynki mężczyzn
| Medal | Zawodnik        | Państwo | Czas | Strata |
| ----- | --------------- | ------- | ---- | ------ |
|       | Wolfram Fiedler | NRD     |      |        |
|       | Manfred Schmid  | Austria |      |        |
|       | Harald Ehrig    | NRD     |      |        |

### Dwójki mężczyzn
| Medal | Zawodnicy                      | Państwo | Czas | Strata |
| ----- | ------------------------------ | ------- | ---- | ------ |
|       | Hans Rinn/Norbert Hahn         | NRD     |      |        |
|       | Horst Müller/Hans-Jörg Neumann | NRD     |      |        |
|       | Rudolf Schmid/Franz Schachner  | Austria |      |        |

## Klasyfikacja medalowa
| Miejsce | Państwo        | złoto | srebro | brąz | Razem |
| ------- | -------------- | ----- | ------ | ---- | ----- |
| 1.      | NRD            | 3     | 2      | 1    | 6     |
| 2.      | Austria        | 0     | 1      | 1    | 2     |
| 3.      | Czechosłowacja | 0     | 0      | 1    | 1     |